# Eve Myles
Eve Myles (Ystradgynlais, Gales, 26 de julio de 1978) es una actriz británica, más conocida por interpretar a Gwen Cooper en Torchwood.

## Biografía
En 2000 se graduó con un grado en actuación del Royal Welsh College of Music & Drama en Cardiff.
Desde 1994 sale con el actor Bradley Freegard. El 10 de noviembre de 2009, la pareja le dio la bienvenida a su primera hija juntos, Matilda Myles Freegard. Su segunda hija, Siena, nació en 2014. En abril de 2021 anunció que estaba embarazada por tercera vez. En septiembre de 2021 nació su tercera hija.

## Carrera
En 2000 se unió al elenco de la serie Belonging donde interpretó a Ceri Owen, hasta 2009.
En 2005 apareció como invitada en un episodio de la exitosa serie británica de ciencia ficción Doctor Who, interpretando a una sirvienta del siglo XIX llamada Gwyneth.
En 2006 se unió al elenco principal de la aclamada serie Torchwood donde interpretó a Gwen Cooper hasta 2011.
En 2008 volvió a aparecer en Doctor Who, esta vez interpretando el personaje de Gwen Cooper en dos episodios crossover entre Doctor Who y sus dos spin-offs, Torchwood y The Sarah Jane Adventures, que incorporaron personajes de las tres series. Ese año también apareció en la serie Merlín donde interpretó a Mary Collins, una bruja que se convierte de Lady Helen of Mora, una famosa cantante después de matarla. Ese mismo año se unió al elenco de la miniserie Little Dorrit donde interpretó a Maggy Plornish.
En 2010, Eve fue honrada con una beca de la universidad de Royal Welsh College of Music and Drama.
En 2011 apareció en Torchwood: Web of Lies donde interpretó de nuevo a Gwen Cooper. Ese mismo año se unió al elenco principal de la serie Baker Boys donde interpreta a Sarah, la contadora de la panadería.

## Filmografía

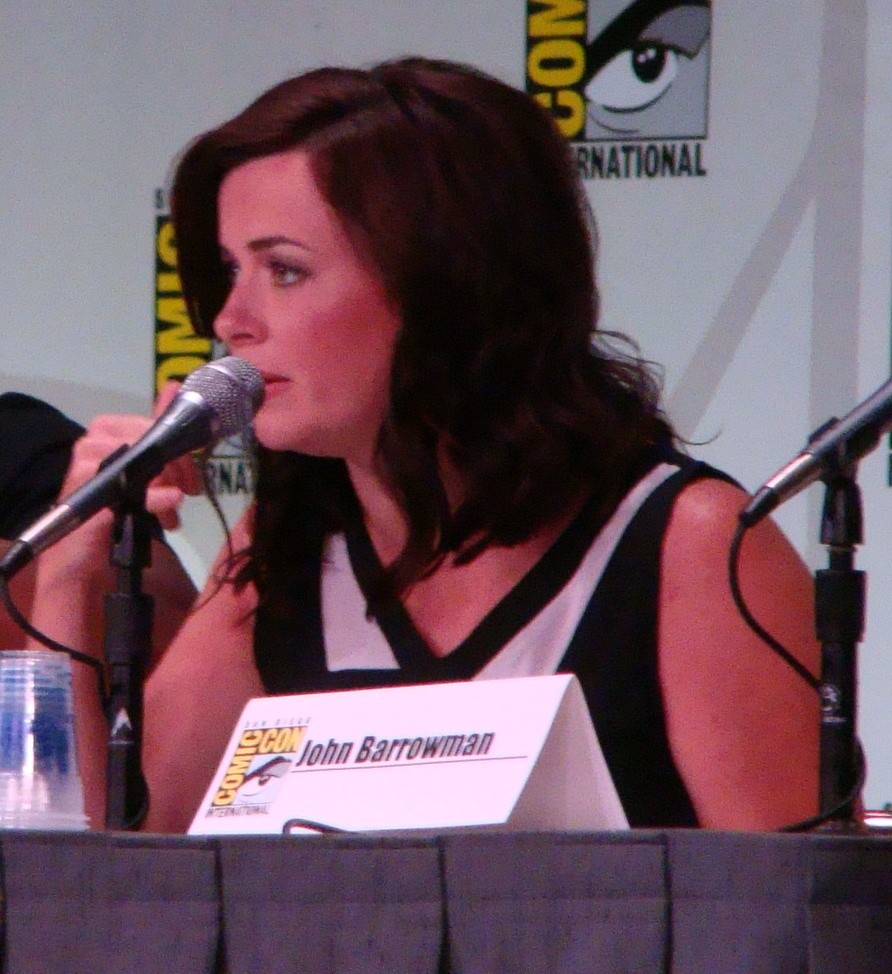
Eve durante el Comic-Con Internacional de San Diego de Torchwood en el 2012.

- Series de Televisión.:

| Año             | Título                    | Personaje               | Notas                           |
| --------------- | ------------------------- | ----------------------- | ------------------------------- |
| 2016            | Victoria                  | Mrs. Jenkins            | Temporada 1                     |
| 2015            | Broadchurch               | Claire Ripley           | 8 episodios                     |
| 2011 - presente | Baker Boys                | Sarah                   | 6 episodios                     |
| 2006 - 2011     | Torchwood                 | Gwen Cooper             | 41 episodios                    |
| 2011            | Torchwood: Web of Lies    | Gwen Cooper             | 8 episodios                     |
| 2000 - 2009     | Belonging                 | Ceri Lewis-Owen         | 85 episodios                    |
| 2008            | Little Dorrit             | Maggy Plornish          | 7 episodios - miniserie         |
| 2008            | Merlín                    | Lady Helen/Mary Collins | 1 episodio: "The Dragon's Call" |
| 2005 - 2008     | Doctor Who                | Gwyneth / Gwen Cooper   | 3 episodios                     |
| 2005            | Trainer                   | Joven de Establo        | -                               |
| 2001            | Tales from Pleasure Beach | Angie                   | episodio "Laid" - miniserie     |
| 2000            | Nuts and Bolts            | Carys Williams          | episodio # 1.1                  |
| 1999            | Hang the DJ               | Tracy                   | -                               |

- Películas.:

| Año  | Título                  | Personaje               | Notas                                                                                 |
| ---- | ----------------------- | ----------------------- | ------------------------------------------------------------------------------------- |
| 2009 | A Bit of Tom Jones?     | Novia                   | junto a Matt Berry, Roger Evans, John Henshaw & Margaret John                         |
| 2009 | Framed                  | Angharad Stannard       | junto a Trevor Eve, Robert Pugh & Sam Davies                                          |
| 2006 | Soundproof              | Detective Sarah McGowan | junto a Susan Lynch, Joseph Mawle, Joanna Dunbar & Brendan Coyle                      |
| 2006 | These Foolish Things    | Dolly Nightingale       | junto a Charlotte Lucas, Craig Rooke, Julia McKenzie & Zoe Tapper                     |
| 2005 | Colditz                 | Jill                    | junto a Damian Lewis, Sophia Myles, Tom Hardy, James Fox, Jason Priestley & Luke Neal |
| 2005 | Say It with Flowers     | Leila Moon              | corto - junto a Steffan Rhodri & Bradley Freegard                                     |
| 2003 | EastEnders: Dot's Story | Joven Gwen              | junto a June Brown                                                                    |
| 2001 | Score                   | Paula                   | junto a Sue Johnston, Robert Pugh, Alun Armstrong & Mark Lewis Jones                  |

- Video Juegos.:

| Año  | Juego         | Personaje | Notas                           |
| ---- | ------------- | --------- | ------------------------------- |
| 2011 | Dragon Age II | Merrill   | prestó su voz para el personaje |

- Teatro.:

| Año         | Obra                    | Personaje                    | Director      | Teatro                    | Notas                                                    |
| ----------- | ----------------------- | ---------------------------- | ------------- | ------------------------- | -------------------------------------------------------- |
| 2011 - 2012 | All New People          | Emma                         | Zach Braff    | Duke of York's Theatre    | -                                                        |
| 2005        | The Western Mail        | -                            | -             | -                         | -                                                        |
| 2005        | Henry IV, Part 1 & 2    | Lady Mortimer/Doll Tearsheet | -             | National Theatre          | junto a Michael Gambon                                   |
| 2004        | The Tamer Tamed         | -                            | Gregory Doran | Royal Shakespeare Company | -                                                        |
| 2003        | The Taming of the Shrew | Bianca                       | -             | Queen's Theatre           | junto a Jasper Britton, Alexandra Gilbreath e Ian Gelder |
| 2003        | Titus Andronicus        | Lavinia                      | -             | -                         | -                                                        |

- Narradora & Presentadora.:

| Año  | Programa             | Notas                                 |
| ---- | -------------------- | ------------------------------------- |
| 2012 | The Wright Stuff     | panelista invitada - episodio # 17.40 |
| 2009 | In the Shadows       | narradora                             |
| 2008 | Calzaghe Fight Night | presentadora                          |
| 2008 | Sorry for the Loss   | narradora                             |
| 2007 | Border Princes       | narradora                             |

## Premios y nominaciones
| Año  | Categoría                                    | Premio                    | Serie/Teatro            | Resultado |
| ---- | -------------------------------------------- | ------------------------- | ----------------------- | --------- |
| 2012 | Most Popular Female Drama Performance        | National Television Award | Torchwood               | Nominada  |
| 2012 | Best Actress (episodio "Miracle Day")        | SFX Award                 | Torchwood               | Nominada  |
| 2011 | Best Actress in a Drama Series               | Satellite Award           | Torchwood               | Nominada  |
| 2010 | Best Actress (episodio "Children of Earth")  | SFX Award                 | Torchwood               | Ganó      |
| 2010 | Best Astress (episodio "Children of Earth")  | BAFTA Cymru Award         | Torchwood               | Nominada  |
| 2009 | Best Actress                                 | BAFTA Cymru Award         | Belonging               | Nominada  |
| 2008 | Best TV Actress                              | SFX Award                 | Torchwood               | Nominada  |
| 2007 | Best Actress (episodio "Everything Changes") | BAFTA Cymru Award         | Torchwood               | Ganó      |
| 2007 | Best TV Actress                              | SFX Award                 | Torchwood               | Nominada  |
| 2003 | Best Performance                             | Ian Charleson Award       | The Taming of the Shrew | Ganó      |
| 2003 | Best Performance                             | Ian Charleson Award       | Titus Andronicus        | Ganó      |